# Joseph Beuys (Warhol)
Joseph Beuys ist der Titel einer Porträtserie und einer Mappe mit Siebdrucken des amerikanischen Pop-Art-Künstlers Andy Warhol aus dem Jahr 1980.

## Beschreibung
Die Siebdrucke auf Acryl auf Leinwand zeigen das Porträt des deutschen Künstlers Joseph Beuys als Kopfbild in Frontalansicht (en face) in den Maßen 254 × 254 cm. Warhol bildete Beuys schwarz auf schwarz (anthrazit), schwarz auf weiß und schwarz auf rot ab, wobei er die beiden letzteren als Negativdruck anfertigte und mit Diamantstaub (Diamond-Dust) bestreute. 1986 verwendete Warhol das Beuys-Porträt noch einmal in seiner Camouflage-Serie, die mit militärischen Tarnmustern spielt.
Warhol veröffentlichte die Beuys-Porträts außerdem als limitierte Künstlermappen mit jeweils drei Serigrafien auf Lenox-Museumskarton in den Maßen 111,8 × 76,2 cm.

## Hintergrund
Zum Zeitpunkt der Entstehungsgeschichte der Beuys-Porträts, Ende der 1970er Jahre, hatte Warhol einen guten Stellenwert auf dem Kunstmarkt, als seriöser Künstler blieb er indes umstritten. Dabei genoss er in Europa ein höheres Ansehen als in Amerika, insbesondere in Deutschland pries ihn Joseph Beuys als „manchmal naiven, aber revolutionären Künstler“ an.
Andy Warhol und Joseph Beuys lernten sich „offiziell“ am 18. Mai 1979 in der Galerie Denise René/Hans Mayer in Düsseldorf kennen. Laut Warhol-Biograf David Bourdon waren die beiden Künstler „zwar nicht gerade befreundet, doch sie bekundeten sich kunstvoll und hintergründig ihren Respekt.“
„Wer mit ansah, wie die beiden einander auf dem polierten Marmorboden entgegenschritten, der erlebte ein Ereignis, dessen feierliche Aura einem Treffen zweier rivalisierender Päpste in Avignon in nichts nachstand“, schrieb der amerikanische Kritiker David Galloway.
Die Idee für die Porträtserie entstand während Beuys’ vielbeachteter Retrospektive im November 1979 im Guggenheim Museum in New York. Heiner Bastian, Beuys’ Privatsekretär, überredete Warhol, Beuys in die Factory einzuladen und schlug vor, eine Porträtserie anzufertigen. Warhol verwendete ein Polaroidfoto, das Beuys abbildet und von Christian Skrein stammt als Vorlage für die hier besprochene Siebdruckserie. Die Siebdruckporträts wurden ab 1980 in mehreren europäischen Städten ausgestellt. Beide Künstler nahmen an den medienwirksamen Ausstellungseröffnungen teil, so  trafen sich die beiden Künstler am 1. April 1980 in der Galerie von Lucio Amelio in Neapel, wo Warhol die Porträts in der Ausstellung „Joseph Beuys by Andy Warhol“ zeigte.

## Kritiken und Kommentare
„Ich mag die Politik von Beuys. Er sollte in die USA kommen und dort politisch aktiv sein. Das wäre großartig … er müßte Präsident werden.“

„Durch die Vertauschung der Hell- und Dunkelwerte, wollte Warhol etwas von der Unergründlichkeit dieses geheimnisvollen deutschen Künstlers vermitteln“, meinte Warhol-Biograf David Bourdon.
Victor Bockris befand in seiner Warhol-Biografie, dass die Beuys-Porträts, „eine seiner raren Porträtserien eines anderen zeitgenössischen Künstlers, zu Warhols stärksten zählten.“ Den Diamantstaub sah er „als Antwort eines Amerikaners auf Materialien, die Beuys in seinen apokalyptischen Werken verwendete.“
David Galloway bemerkte an Beuys und Warhol „eine tiefsitzende philosophische Geistesverwandtschaft. Beide hatten Kriege gegen den althergebrachten und an Galerien gebundenen Begriff der Originalität geführt und beide besitzen die scheinbar alchimistische Fähigkeit, aus banalen Alltagsgegenständen ‚hohe‘ Kunst zu fertigen.“